# Bandagistenglück
Bandagistenglück ist eine Filmkomödie aus dem Jahr 1997.

## Handlung
Ulrike entscheidet sich für eine Ausbildung zur Bandagistin. Dieser, eigentlich dem männlichen Geschlecht zugerechnete Beruf, weckt das Misstrauen ihrer Kollegen. Ständig werden frauenfeindliche Floskeln geäußert. Ihr Kollege Christian, an dem sie interessiert ist, erweist sich noch dazu als fast unnahbar.
Ulrike entwickelt im Laufe ihrer Ausbildung jedoch die Fähigkeit, verbale Angriffe zunehmend schlagfertig zu beantworten.

## Produktionsnotizen
Der Film hatte am 2. März 1997 in Deutschland seine Premiere im deutschen Fernsehen.

## Kritiken
„Zwischen Prothesen und Stützmiedern wird ein junges Mädchen erwachsen.“